# Washingtonkonferensen

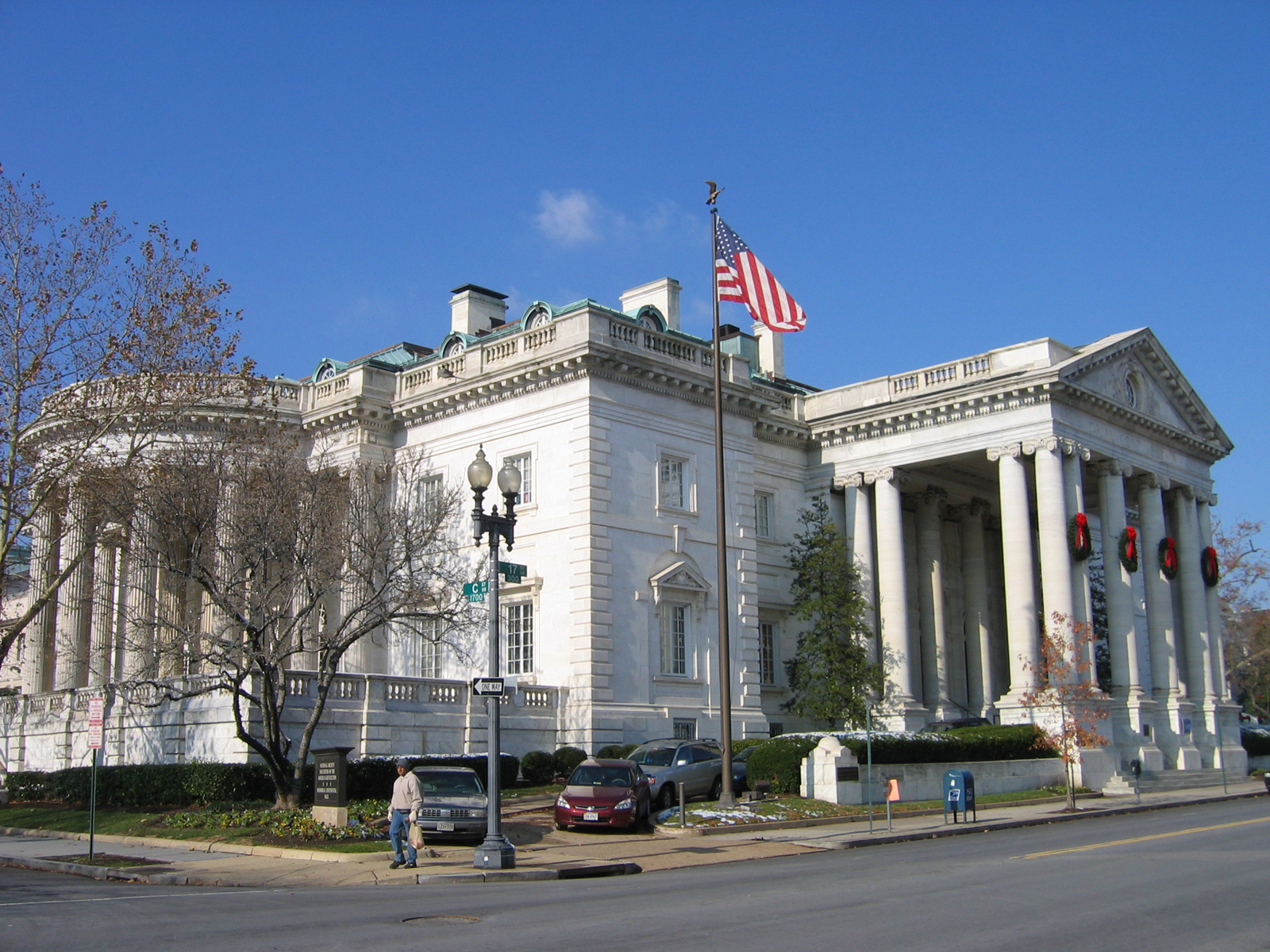
Memorial Continental Hall.

Washingtonkonferensen, kallas den konferens som hölls i Memorial Continental Hall i Washington DC, USA, mellan den 12 november 1921 och 6 februari 1922 angående rustningsbegränsning, Stillahavspolitiken och Kinas ställning. Ett av konferensens huvudsyften var att tillmötesgå den kinesiska regeringens missnöje med utfallet för Kinas del i Versaillesfreden. Det faktum att USA stod utanför Nationernas förbund gjorde det också angeläget att skapa ett forum för att diskutera ovannämnda frågor utanför förbundets regi.

## Bakgrund
Inbjudan utfärdades av USA:s regering 10 juli 1921. Deltagare var i förhandlingarna om rustningsbegränsning USA, Frankrike, Italien, Japan och Storbritannien samt i förhandlingarna om Kina dessutom Belgien, Kina, Nederländerna och Portugal. Amerikanska regeringens syfte med konferensen var att få till stånd en rustningsbegränsning, särskilt till sjöss, vilken hoppades medföra en avsevärd skattelindring. Man ville därför söka hindra ett förnyande av den brittisk-japanska alliansen som ansågs medföra fortsatt kapprustning till sjöss, samt önskade dessutom få bekräftelse på "den öppna dörrens politik" i Kina och särskilt hindra Japan att där åt sig befästa en ekonomiskt och politiskt förhärskande ställning. Bl.a. hoppades man bli kvitt Lansing-Ishii-avtalet av 2 november 1917, i vilken USA under Världskriget förmåtts att erkänna, att Japan på grund av det territoriella grannskapet hade "speciella intressen" i Kina. Brittiska regeringen, som av sina dominions sommaren 1921 till rikskonferens samlade premiärministrar ivrigt manades att ej förnya alliansen med Japan, utan i stället söka intimt samförstånd med USA, sökte först få till stånd förhandlingar i London om brittisk-amerikansk-japansk entente, men fogade sig slutligen efter amerikanernas önskningar och accepterade deras konferensinbjudan (21 augusti). Denna hade redan 12 juli antagits av franska regeringen, som överskattade meningsskiljaktigheterna mellan Washington och London och inbillade sig att det på konferensen skulle kunna spela en inflytelserik medlarroll. I Tokyo insåg man, att konferensen kunde komma att i viss mån hota japanska intressen, men av fruktan för isolering gavs dock (26 juli) ett accepterande svar.

## Deltagare

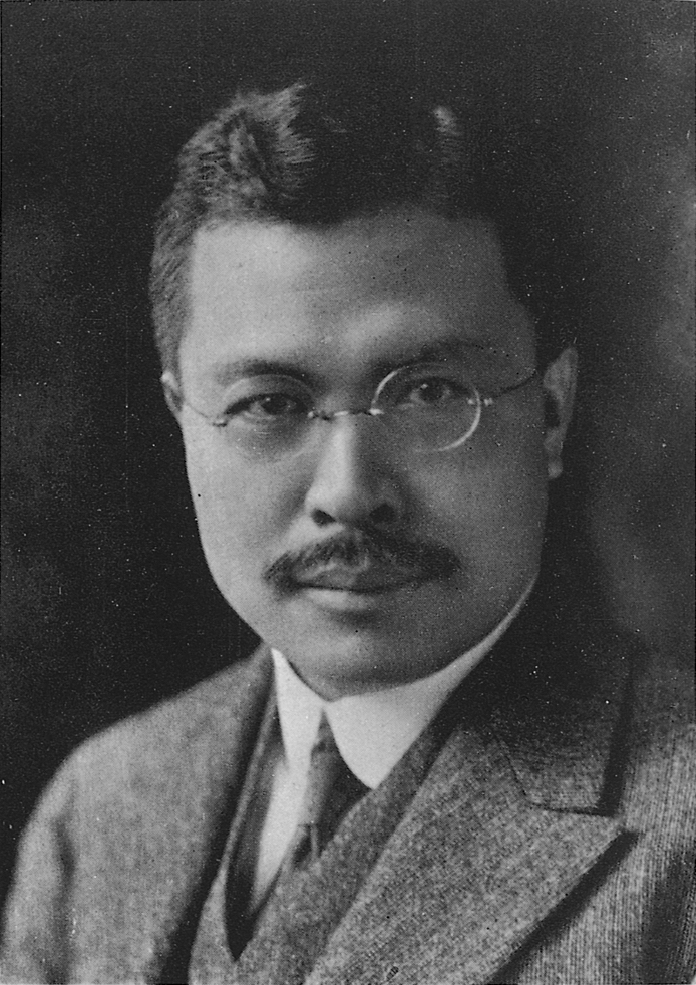
Shidehara Kijuro.

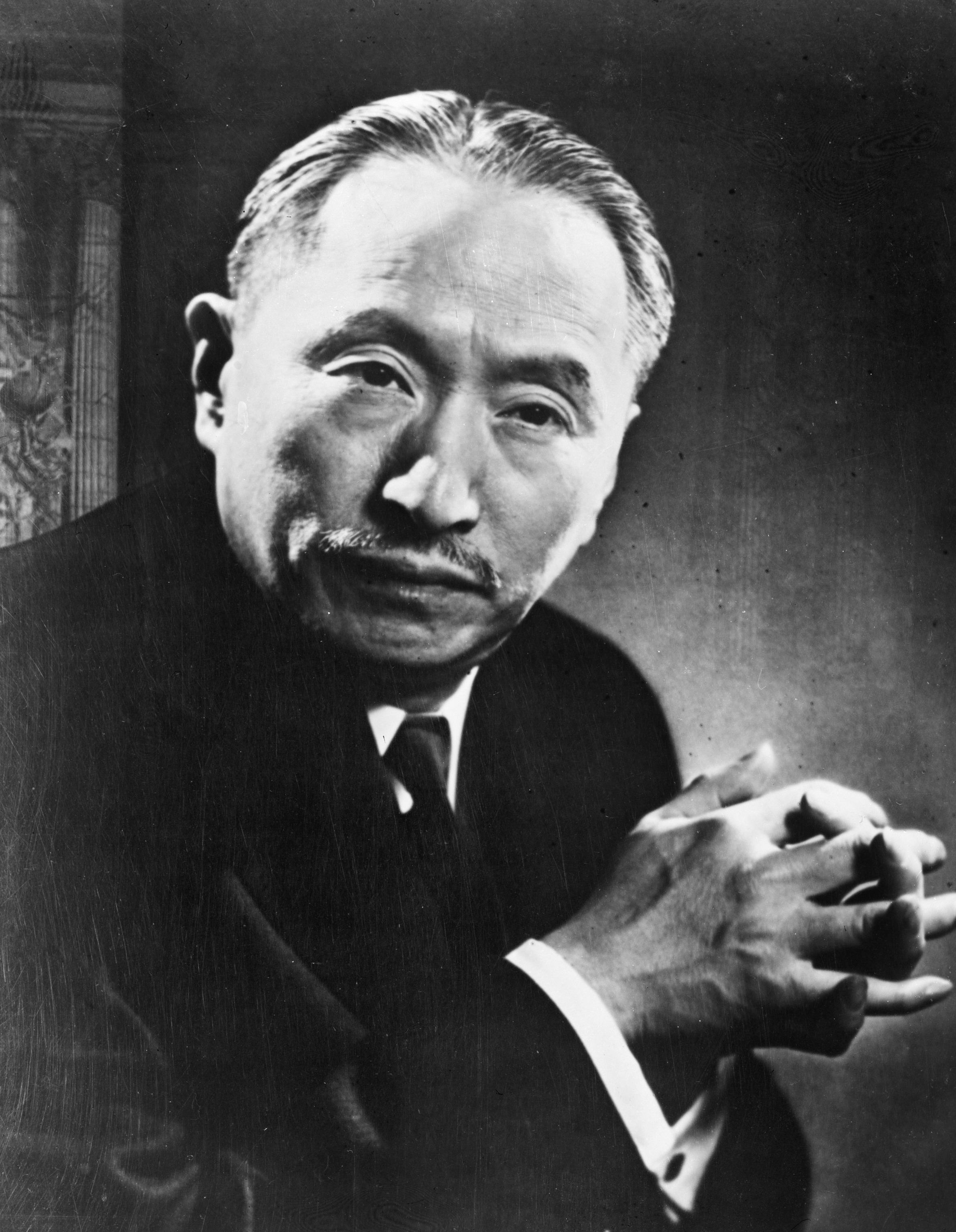
Wellington Koo (顾维钧).

USA:s konferensombud var utrikesministern Charles Evans Hughes, senator Henry Cabot Lodge, före detta senator Elihu Root och senator Oscar Underwood. I spetsen för brittiska delegationen stod lord Balfour, och där märktes vidare sjöministern lord Lee of Fareham, ambassadören sir Auckland Geddes och (för Kanada) före detta premiärministern sir Robert Borden. Frankrike företräddes av konseljpresidenten Aristide Briand, före detta konseljpresidenten René Viviani, kolonialministern Albert Sarraut och ambassadören Jean Jules Jusserand. Briand reste hem redan 22 november, Viviani den 22, och franska delegationens ledare var därefter Sarraut.
Bland övriga konferensombud märktes den italienska senatorn Carlo Schanzer, japanske marinministern amiral Kato Tomosaburo samt ambassadören Shidehara Kijuro och pärskammarpresidenten Tokugawa Iesato, de båda kinesiska envoyéerna Alfred Sze och Wellington Koo samt den nederländske utrikesministern Herman van Karnebeek.
Konferensens sju plenarsammanträden var mest av formell natur och inriktade på att locka till sig pressens och allmänhetens intresse för konferensen; det egentliga arbetet förlades till utskott och underutskott. Separat förhandlade dessutom USA, Storbritannien, Frankrike och Japan om status-quo-avtal rörande Stilla havet, USA och Japan om ön Yap, samt Japan och Kina om Shandong-halvön.

## Fyrmaktsfördraget

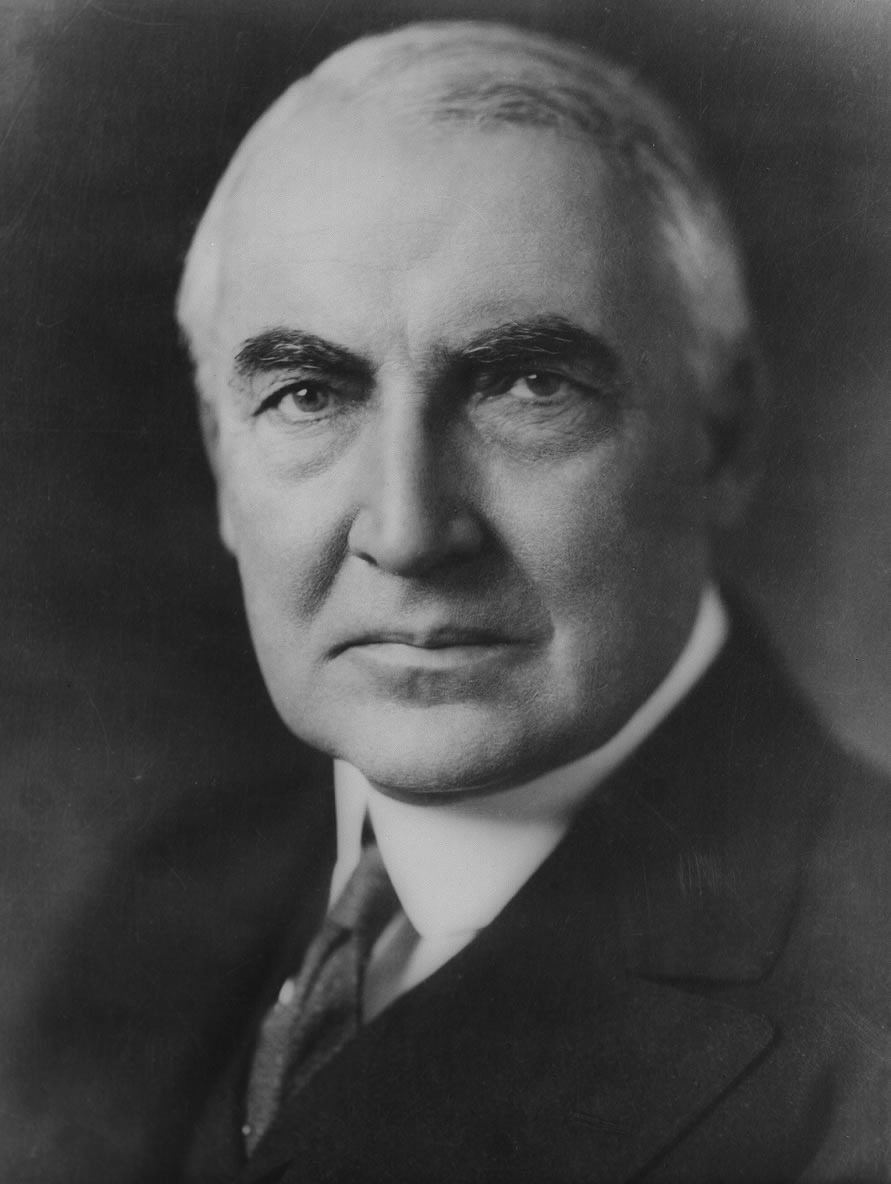
Warren G. Harding.

Konferensen öppnades den 12 november 1921 med ett tal av president Warren G. Harding, varefter Hughes föredrog det detaljerade amerikanska programmet för rustningsbegränsning till sjöss. Enligt detta skulle USA:s, Storbritanniens och Japans linjefartyg, det vill säga krigsfartyg, moderfartyg för flygvapnet undantagna, över 10 000 tons deplacement eller armerade med kanoner av grövre kaliber än 8 tum (203 mm.), begränsas i sammanlagt tontal till respektive 500 000, 500 000 och 300 000 ton, det vill säga i proportionen 5:5:3.
Vid andra plenarsammanträdet, den 15 november, antogs detta program i princip, och vid det tredje utvecklade Briand vältaligt Frankrikes försvarsproblem, varpå frågan om rustningsbegränsning till lands enligt Frankrikes önskan i stillhet avfördes från konferensprogrammet.
Vid 4:e plenarsammanträdet den 10 december delgav Lodge texten till status quo-avtalet om Stilla havet, vilket gick under namnet "Stillahavsfördraget" eller "Fyrmaktsfördraget", varjämte konferensen antog de så kallade "Rootprincipema" om allmänna riktlinjer för makternas Kinapolitik.
Fyrmaktsfördraget, som 13 december 1921 undertecknades av USA Storbritannien, Frankrike och Japan, innehöll kontrahenternas ömsesidiga utfästelse att respektera varandras rättigheter rörande vederbörandes "insulära besittningar och insulära dominions i Stillahavsområdet". Vid hotande konflikter dem emellan på detta område skulle, om de inte kunde lösas på vanlig diplomatisk väg, en konferens hållas mellan kontrahenterna för att pröva och reglera frågan i dess helhet. Om hotet kom från utomstående makt, skulle kontrahenterna inbördes söka nå samförstånd om de mest verksamma åtgärderna för att, samfällt eller var för sig, möta situationens krav. Avtalet gällde 10 år från ikraftträdandet och löpte sedan med 12 månaders uppsägning; det skulle träda i kraft, när ratifikationerna avlämnats i Washington, varefter brittisk-japanska alliansavtalet av 13 juli 1911 skulle upphöra att gälla. I en samtidigt avgiven förklaring betonades, att status quo-avtalet även gällde mandatområden och att till där berörda konfliktämnen ej hörde frågor, som enligt folkrätten föll uteslutande inom vederbörande makts suveränitet. Ett tilläggsfördrag av 6 februari 1922 förtydligade på japansk önskan uttrycket "insulära besittningar" därhän, att däri ej inbegreps själva Japan, utan för Japans del bara dess besittningar i södra Sachalin, Formosa, Pescadorerna samt öar under japanskt mandat.

## Femstatsfördraget om rustningsbegränsning
Sedan brittisk-japanska alliansen på detta sätt fått en hedersam begravning, var en grundförutsättning uppfylld för beslut om ömsesidig rustningsbegränsning till sjöss. I avtalet stadgades ej några "sanktioner" (ett villkor för att det skulle ha utsikt att ratificeras av amerikanska senaten), och de fyra kontrahenterna åtog sig sålunda ej att med vapenmakt upprätthålla status quo, men de hade dock gett varandra ett slags moralisk garanti för status quo och därmed för rätt lång tid framåt minskat en spänning, som tidigare vållat kapprustning. Avtalets fredsvärde minskades emellertid därav, att man på grund av amerikanskt, kanadensiskt och australiskt motstånd från dess räckvidd uteslutit konflikter rörande japanska immigranters ställning.
Det amerikanska rustningsbegränsningsprogrammet innehöll ingående detaljbestämmelser om, vilka linjefartyg som skulle slopas, i vilken ordning ersättningsbyggnad fick ske och så vidare. Alla de färdiga eller under byggnad varande linjefartyg, som ej uppräknades i dessa listor, skulle slopas (nedskrotas), de blott beslutades byggande inhiberas. I Japan väcktes oerhörd harm av förslaget om slopande av slagskeppet Mutsu, en nätt och jämnt färdig, genom frivillig insamling bekostad "F-båt".

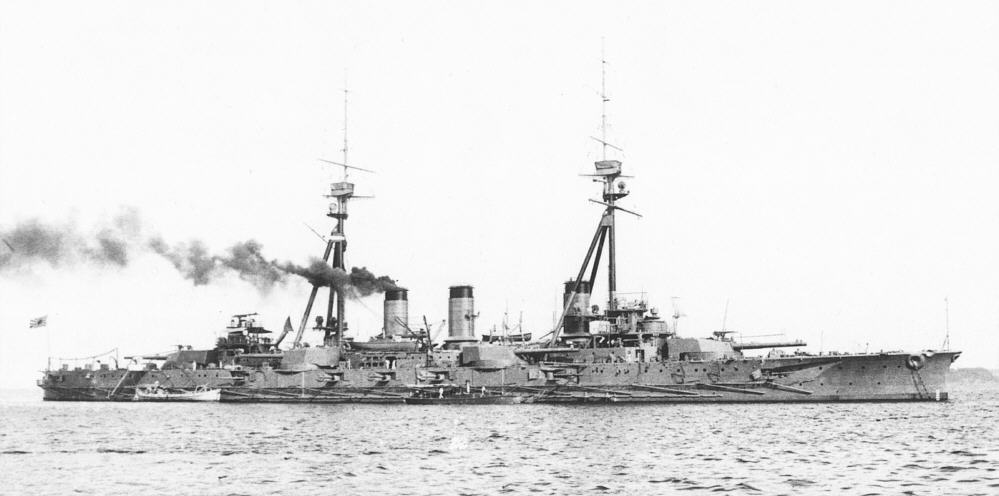
Settsu.

För att rädda Mutsu föreslog japanerna en modifierad tontalsproportion (10:10 :7) Till sist åstadkoms en kompromiss, enligt vilken Japan i stället slopade ett något mindre fartyg, Settsu, i samband varmed USA fick behålla två till slopning föreslagna linjefartyg och Storbritannien bemyndigades bygga två nya. Därigenom kom de tillåtna tonnagesummorna att bli resp. 525 000, 525 000 och 315 000. För Frankrike liksom för Italien föreslogs tonnagesumman 175 000. Sarraut opponerade sig energiskt, men efter ett strävt telegram från Hughes till Briand gav franska regeringen sitt samtycke. Däremot lyckades Sarraut med amerikanskt stöd efter heta debatter tillbakavisa ett klent motiverat brittiskt förslag om totalt förbud mot varje användning i krig av undervattensbåtar. Inte heller kom något avtal till stånd om begränsning av undervattensbåtarnas sammanlagda tonnage eller individuella storlek. Däremot avtalades (i ett särskilt fördrag), att undervattensbåtar inte fick sänka handelsfartyg, utan att dessas besättningar och passagerare dessförinnan satts i säkerhet, och att brott häremot skulle straffas som sjöröveri.
Övriga civiliserade stater skulle inbjudas att ansluta sig till denna överenskommelse, vidgad till formligt förbud mot att över huvud använda undervattensbåtar "till handelns förstörande". I samma fördrag förbjöds användning i krig av kvävande eller giftiga gaser samt alla liknande "vätskor, materier eller förfaranden", till vilket (mer eller mindre uppriktigt menade) förbud alla övriga civiliserade stater jämväl skulle uppmanas att ansluta sig.
Högsta tillåtna tontal av moderfartyg för flygvapnet skulle vara 135 000 för USA och Storbritannien, 81 000 för Japan, 60 000 för Frankrike och Italien. Dylika fartyg skulle få mäta högst 27 000 ton (två i varje stats flotta undantagsvis 33 000 ton), nybyggda linjefartyg högst 35 000 ton; dessa dimensioner torde ha valts, för att USA inte i Stilla havet skulle behöva räkna med större fartyg och därför behöva företaga dyrbara utvidgningsarbeten i Panamakanalen. Inget krigsfartyg fick armeras med kanoner av grövre kaliber än 16 tum (406 mm.). I fråga om örlogsfartyg upp till 10 000 ton (kryssare och så vidare) företogs ingen begränsning av tonnaget för varje stat, men det stadgades, att nybyggda sådana inte fick armeras med kanoner av grövre kaliber än åtta tum (203 mm.). Kontrahenterna fick inte för annan stats räkning bygga fartyg av större dimensioner än de i fördraget för deplacement och armering angivna.
Femstatsfördraget om rustningsbegränsning till sjöss blev efter långvariga tekniska förhandlingar färdigt att undertecknas 6 februari 1922. Det gäller till 31 december 1936. Om det två år dessförinnan inte uppsagts, löper det därefter med två års uppsägningstid. Om fördraget uppsägs av någon stat, så upphör det med dennas utträde ur kretsen att gälla för alla. Emellertid förklaras, att i så fall en ny konferens bör hållas inom ett år efter uppsägningen.
På japanskt initiativ insattes i fördraget en bestämmelse (art. 19), vari USA, Storbritannien och Japan utfäste sig att i Stilla havet bibehålla status quo i fråga om befästningar och marinbaser. För USA:s del fritogs från denna bestämmelse öarna vid kusten, Alaska och Panamakanalzonen samt Hawaii (den gäller däremot Filippinerna och Guam). För Storbritanniens del gäller bestämmelsen Hongkong och alla besittningar öster om 110° östliga längdgraden, med undantag för öarna vid Kanadas kuster samt Australien och Nya Zeeland (sålunda innebär den ej hinder för anläggning av marinbas vid Singapore). För Japans del gäller bestämmelsen inte det egentliga Japan, men däremot Kurilerna, Bonin- och Ryukyuöarna, Formosa och Pescadorerna.
USA vann genom fördraget framtida jämställdhet i linjefartygskraft med det förut havsbehärskande Storbritannien. För att vinna detta mål fick det enligt fördraget i färdiga och under byggnad varande fartyg offra 787 000 ton (17 gamla och 13 nya linjefartyg). Storbritannien fick slopa 26 linjefartyg (de allra flesta gamla), Japan 17. Frankrike upphörde att vara en första rangens sjömakt och hänvisades genom likställdheten i tontal med Italien till att förlägga sin linjeflotta till Medelhavet.

## Kinas ställning och niomaktfördraget

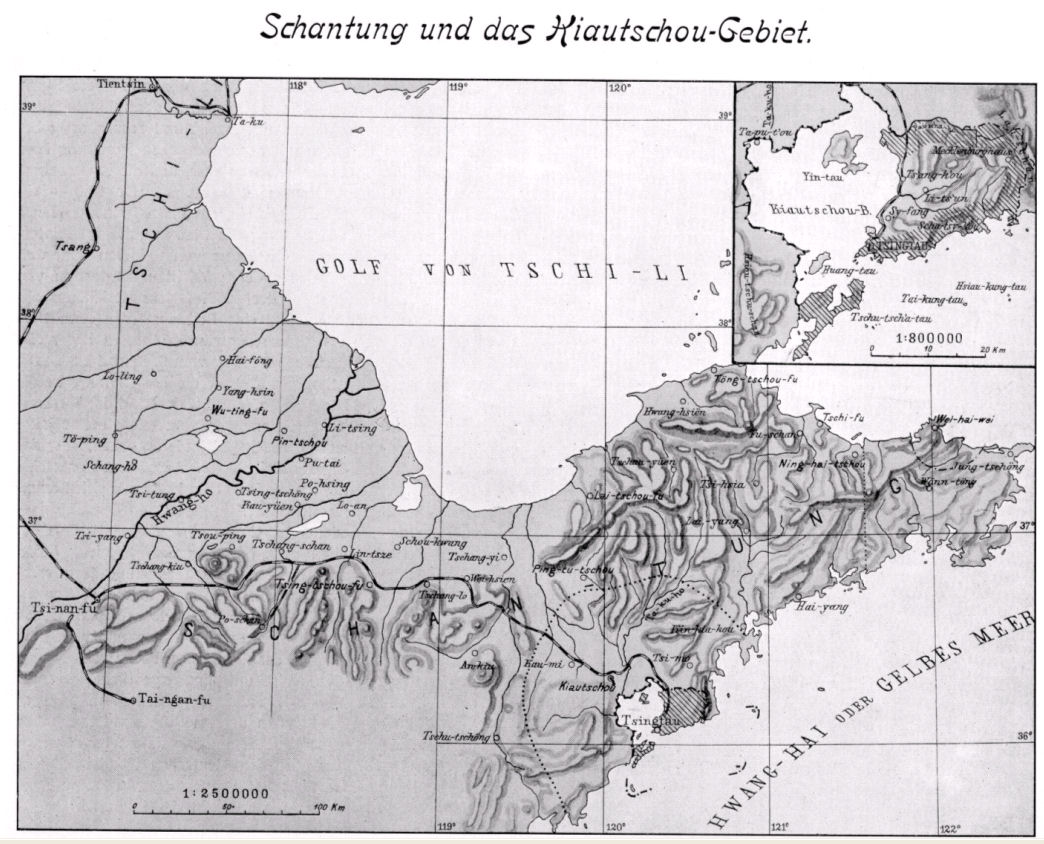
Den tidigare tyska besittningen Jiaozhou.

De kinesiska konferensombuden hade redan 16 november 1921 i en rad teser framlagt sina vittgående krav på politiskt, ekonomiskt, administrativt och judiciellt oberoende. Deras krav vann på det sätt tillmötesgående, att konferensen antog fyra av Elihu Root formulerade allmänna principer, enligt vilka de i Kina intresserade makterna förband sig att respektera Kinas suveränitet, oberoende, territoriella och administrativa integritet, att underlätta dess utveckling och regeringsmaktens stärkande, att tillämpa principen om jämlikhet för alla makter i fråga om handel och industri samt att avstå från att, med begagnande av i Kina rådande anarki, där söka skaffa sig speciella privilegier.
Kineserna påyrkade i nya memoranda avskaffandet av utlänningars exterritorialitet och av alla intressesfärer, återlämnande av arrenderade områden, hemkallande av utländska trupper och utländsk polis, tullautonomi, stängande av utländska postkontor m. m. Ifråga om utlänningars exterritorialitet - vilken befolkningen i Kina förklarades uppfatta som en numera omotiverad nationell förödmjukelse - gick makterna endast med på att låta en juristkommission undersöka Kinas lagstiftning och rättsväsen och därefter framkomma med reformförslag. Än mindre blev tillmötesgåendet i fråga om intressesfärerna: makterna lovade endast att inte ingå nya fördrag i strid mot "Root-principerna".
Särskilt Japan och Frankrike motsatte sig bestämt varje allmän revision av redan existerande fördrag. Dock enades sedermera makterna om att inte söka upprätta nya intressesfärer eller förvärva monopol och specialprivilegier, som kundes strida mot "den öppna dörrens politik". I fråga om de arrenderade områdena visade sig Frankrike benäget att återlämna Guangzhouwan, om övriga makter återlämnade sina arrendeområden. Storbritannien förklarade sig villkorligt benäget att återlämna Weihaiwei, men däremot inte det för Hongkongs försvar betydelsefulla koncessionsområdet Nya territorierna.
Japan förhandlade separat om det forna tyska arrendeområdet Jiaozhou och påpekade om Port Arthur och Dalian, att dessa områden förvärvats på helt annat sätt än de övriga, nämligen genom stora uppoffringar av penningar och människoliv i rysk-japanska kriget; de hörde för övrigt tillsammans med södra Manchuriet, där Japan hade vitala politiska och ekonomiska intressen att bevaka. Enighet kunde alltså inte vinnas om allmänt återlämnande, och därmed förföll de villkorliga anbuden.

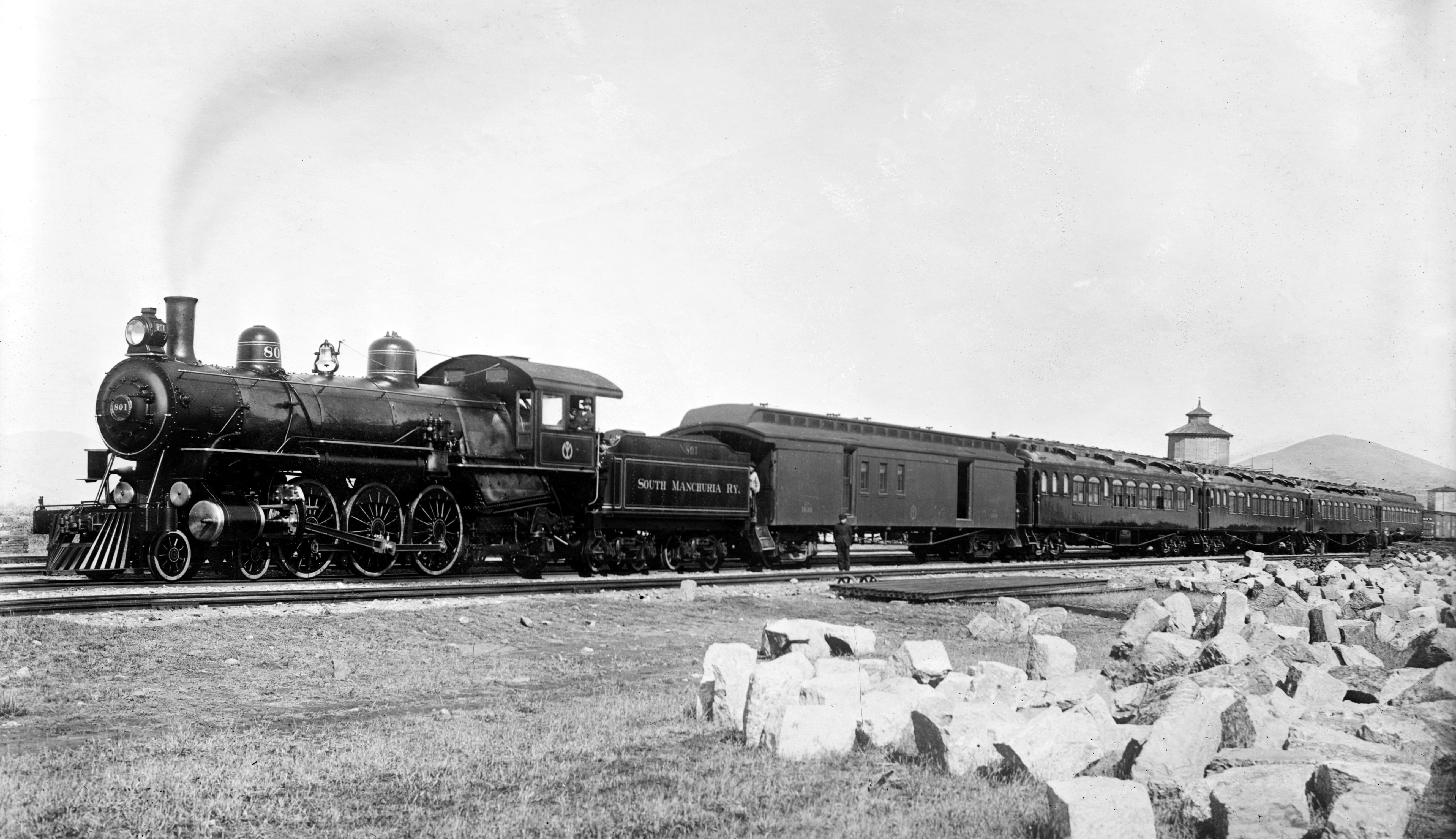
Den japanskägda sydmanchuriska järnvägen.

Kravet på hemkallandet av trupper och polis föranledde blott beslut om en till intet förbindande undersökning genom makternas sändebud i Peking och tre representanter för kinesiska regeringen om förutsättningarna för en sådan åtgärds vidtagande.
De långvariga förhandlingarna om tullfrågorna resulterade i, att kinesiska regeringen bemyndigades företaga en viss höjning i införseltullarnas procentsatser, varjämte övriga tullfrågor skulle behandlas av en särskild tariffkonferens i Shanghai mellan ombud för Kina och intresserade makter. Stängande av de utländska postkontoren i Kina (124 japanska, 13 franska, 12 brittiska, l amerikanskt) medgavs från l januari 1923. Alla dessa beslut sammanfattades i ett niomaktsfördrag av 6 februari 1922 "om principer och politik rörande Kina jämte ett stort antal därtill fogade resolutioner. 
De kinesiska kraven hade på konferensen i rätt stor utsträckning öppet understötts eller hemligen gynnats av USA. Kina vann också en del politiska och ekonomiska fördelar, de flesta dock i form av, abstrakta principförklaringar eller beslut om utredningar och nya förhandlingar. Den rådande anarkin i Kina har emellertid hindrat Pekingregeringen att till fullo draga fördel av vad som vunnits; särskilt kom tariffkonferensens öppnande att dröja, och dess förhandlingar ha ännu (augusti 1926) ej lett till resultat.

## Efterdyningar
Washingtonkonferensens betydelse överdrevs till viss utsträckning av flera deltagande makter, särskilt USA, väsentligen av inrikespolitiska skäl. Den gjorde i alla händelser tillfälligt slut på kapprustningen till sjöss i fråga om linjefartyg, ersatte brittisk-japanska alliansen med ett fyrmaktsfördrag, som minskade spänningen mellan Japan och USA, samt minskade för Kina riskerna av fortsatt internationalisering. Japans tilltagande aggression i Kina under 1930-talet och krigsutbrottet mellan de två länderna i juli 1937 ledde dock till att den nyordning som Washingtonkonferensen väckt hopp om definitivt grusades.